# Steam Link

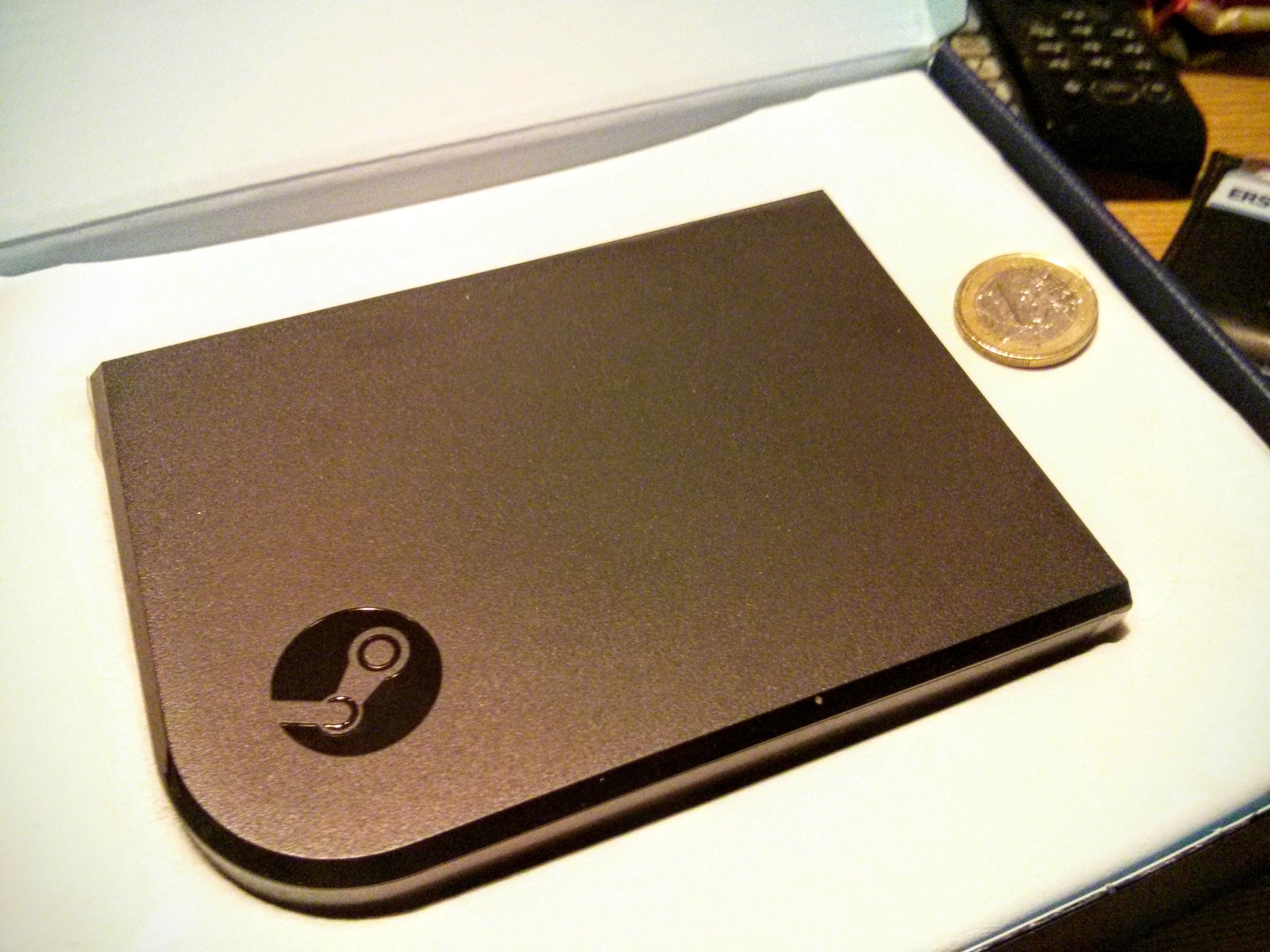
Steam Link mit 1-Euro-Münze zum Größenvergleich

Steam Link ist ein Hardware-Gerät, das es ermöglicht, von einem Computer oder einer Steam Machine auf den Fernseher zu streamen. Dabei unterstützt es den Steam Controller. Das Gerät wurde im November 2015 fast zeitgleich zur Steam-Maschine von Steam bzw. Valve herausgegeben.
Mit der Streaming-Box Steam Link wollte Valve es Spielern Ende 2015 leichter machen, Spiele vom PC direkt auf den großen TV-Bildschirm zu bringen. Die seit 2015 verfügbaren Geräte konnten allerdings nicht die Erwartungen der Spieler erfüllen. Wegen der technischen Limitierungen des Systems und den oftmals unzuverlässigen Verbindungen zwischen PC und Steam Link konnte das Gerät nicht überzeugen.
Die Steam Link App, welche seit dem Mai 2018 verfügbar ist, erfüllt denselben Zweck oftmals besser.

## Hardware
- 100-Mbit/s-Ethernet und Wireless 802.11ac 2x2 (MIMO)[2]
- 3x USB-2-Anschlüsse[2]
- Bluetooth 4.0[2]
- HDMI-Output[2]
- Marvell DE3005-A1 CPU[3]
- Vivante GC1000 GPU[3]

## Unterstützte Eingabegeräte
Der Steam Link unterstützt offiziell die folgenden Controller bzw. Eingabegeräte:
- Steam Controller
- Xbox-One-Controller (kabelgebunden)
- Xbox-One-S-Controller (kabelgebunden und kabellos)
- Xbox-One-Elite-2-Controller (kabelgebunden und kabellos)
- Xbox-360-Controller (kabelgebunden)
- Xbox-360-Wireless-Controller für Windows (kabellos)
- DualShock 4 (kabelgebunden und kabellos)
- Nintendo Switch Pro Controller (kabelgebunden)
- Logitech Wireless Gamepad F310, F510 und F710
- Razer Raiju, Sabertooth, Serval und Wildcat Controller
- SteelSeries Stratus Duo
- Tastatur und Maus

## Mindestanforderungen
- Fernseher oder Anzeigegerät mit 720p oder 1080p Mindestauflösung[4]
- Jegliche der Eingabegeräte wie oben beschrieben[4]
- Computer mit SteamOS oder Steam-Big-Picture-Modus auf Windows 7 oder neuer, OS X 10.10 oder neuer, Ubuntu 12.04 oder neuer[4]
- Heimnetzwerk für Steam Link und Hauptsystem[4]